# Polymastia actinioides
Polymastia actinioides är en svampdjursart som beskrevs av Koltun 1966. Polymastia actinioides ingår i släktet Polymastia och familjen Polymastiidae.
Artens utbredningsområde är Newfoundland. Inga underarter finns listade i Catalogue of Life.